# Miguel Ángel Meza
Pour les articles homonymes, voir Meza.
Meza  Flores est un nom espagnol. Le premier nom de famille, en général paternel, est Meza ; le second, en général maternel, souvent omis, est Flores.
Miguel Ángel Meza Flores, né le 19 mai 1977 à Ocotlán, est un coureur cycliste mexicain.

## Palmarès
- 1994
  - Nevada City Classic juniors
- 1995
  - Nevada City Classic juniors
- 1997
  - 1re étape du Tour du Mexique
- 1998
  - Milan-Busseto
  - Trofeo Franco Balestra
  - La Popolarissima
  - 2e du Circuito del Termen
  - 2e du Gran Premio di Roncolevà
- 1999
  - Manhattan Beach Grand Prix
  - 3e de la Coppa Città di Asti
- 2000
  - 2e, 4e, 5e et 10e étapes du Tour du Costa Rica
- 2002
  - 1re étape de l'Another Dam Race
- 2003
  - 3e étape de la Valley of the Sun Stage Race
  - 2e de l'Historic Roswell Criterium

## Résultats sur les grands tours

### Tour d'Italie
1 participation
- 2002 : 129e

## Classements mondiaux
| Année            | 2006 |
| ---------------- | ---- |
| UCI America Tour | 347e |